# Маґура (вершина Хоцьких гір)
Маґура, також Лучанська Маґура (1170,6 м н. р. м.) — вершина Хоцьких гір. Лежить на північ від Лучок, приблизно 10 км на північний схід від Ружомберка в Словаччині.

## Місцезнаходження
Лежить у центральній частині Хоцьких гір, у геоморфологічному масиві Сельницьких гір. Є однією з помітних вершин Жилінського краю, на території району Ружомберок і на кадастровій території села Лучки. Туристичного маршруту на вершину немає.

## Опис
Маґура утворює великий масив, обмежений із заходу долиною Теплянки. На півночі гори Osobité (1052 м н. р. м.) і Sharp (1105 м н. р. м.), Гавраня (1130 м н. р. м.), у південному напрямку Смрекова (1024 м н. р. м.), у південно-західному Турицька Маґура (1085 м п. м.) і Буков (1218 м н. р. м.), на заході лежить Великий Хоч (1611 м н. р. м.) і далі на північ Голиця (1086 м н. р. м.). Масив належить до басейну Вага у сточищі потоку Теплянка, який у верхній течії також називається Розточна. Найближчими поселеннями є Лучки на півдні та Лештіни, Осадка та Малатіна на півночі. У південно-західній частині є кілька печер.

### Покрив
Вершина Маґури вкрита лісом, але схили після вирубок в основному порослі лучною рослинністю. Обмежений огляд з відповідних місць дозволяє побачити багато навколишніх вершин Хоцьких гір та частину Ліптовської улоговини. За сприятливих погодних умов можна побачити Криванську Фатру, Оравську Маґуру, Оравські Бескиди, Оравську верховину, Скорушинські гори, Західні Татри, Низькі Татри та частину Великої Фатри.

## Доступ
Маркованого маршруту на вершину немає, тому підйом можливий лісовими стежками з навколишніх сіл. Найзручніша дорога з західного передгір'я, дорогою з Лучок до Осадки через долину Теплянки.